# 安岡重明
安岡 重明（やすおか しげあき、1928年7月5日 - 2017年6月12日）は、日本の経済学者・経営学者・歴史学者。同志社大学名誉教授。専門は、日本経済史・経営史。学位は、経済学博士（大阪大学・1959年）。近世経済史研究を皮切りに、主に近現代経済史・経営史特に三井財閥に関する研究で知られる。

## 略歴
大阪府大阪市出身。1953年大阪大学経済学部卒業。1959年同大学院博士課程修了、経済学博士の学位を授与される。同年同志社大学助手。1967年同大学教授。1980年同大学商学部長。1986年同大学教務部長を経て1999年同大学名誉教授。
2009年4月瑞宝中綬章受章。

## 著書

### 単著
- 『日本封建経済政策史論 経済統制と幕藩体制』（有斐閣、1959年/増補版、晃洋書房、1985年）
- 『日本資本制の成立過程』（ミネルヴァ書房、1970年）
- 『財閥形成史の研究』（ミネルヴァ書房、1970年/増補版、1998年）
- 『財閥の経営史 人物像と戦略』（日本経済新聞社、1978年）
- 『三井財閥史 近世・明治編』（教育社、1979年）
- 『財閥の経営史 人物像と戦略』（社会思想社、1990年）
- 『近世商家の経営 理念・制度・雇用』（晃洋書房、1998年）
- 『財閥経営の歴史的研究 所有と経営の国際比較』（岩波書店、1998年）
- 『戦中派青年の半世紀 ある大学教授の軌跡』（日本文学館、2005年）

### 編集
- 『財閥史研究』（日本経済新聞社、1979年）
- 『三井財閥』（日本経済新聞社、1982年）

### 編著
- 『京都企業家の伝統と革新』（同文舘出版、1998年）
- 『三井財閥の人びと 家族と経営者』（同文館出版、2004年）
- 『近代日本の企業者と経営組織』（同文館出版、2005年）

### 共著
- （長沢康昭・浅野俊光・三島康雄・宮本又郎）『日本の企業家1 明治篇 近代化・工業化の旗手』（有斐閣、1978年）
- （天野雅敏）『近世的経営の展開』<日本経営史1>（岩波書店、1995年）

### 共編著
- （小林正彬・下川浩一・杉山和雄・栂井義雄・三島康雄・森川英正）『日本経営史を学ぶ』（有斐閣、1976年）
- （藤田貞一郎・石川健次郎）『近江商人の経営遺産 その再評価』（同文館出版、1992年）